# Lengermann & Trieschmann
L&T Lengermann & Trieschmann is een mode- en sporthuis in het centrum van Osnabrück, Nedersaksen. Het is het grootste door een eigenaar geleide modehuis in Noord-Duitsland en heeft zo'n tien miljoen bezoekers per jaar. 
De huidige naam van het bedrijf is L&T Lengermann & Trieschmann GmbH & Co. KG, afgekort tot L&T. Tot 2017 werd de “+” (plusteken) gebruikt in plaats van de “&” (ampersand) in de bedrijfsnaam en het logo.

## Geschiedenis
In 1910 richtten Max Katz, Gustav Falk en Ludwig Stern het warenhuis Alsberg op in Osnabrück. In november 1935 werd het warenhuis geariseerd en werd door de kooplieden Friedrich Lengermann en Alfred Trieschmann als kledingwinkel Lengermann + Trieschmann gedreven. Bij de opening had het warenhuis een verkoopoppervlakte van 3.500 m². 
In 1949 werd het Rückerstattungsgesetz ingevoerd en betaalden Friedrich Lengermann en Alfred Trieschmann herstelbetalingen aan de vorige eigenaren. 
Tijdens de Tweede Wereldoorlog werd het modehuis in de nacht van 19 op 20 juni 1942 volledig verwoest door een bomaanslag op Osnabrück. In de daarop volgende jaren huurde Lengermann + Trieschmann vervangende verkoopruimten en magazijnen in verschillende delen van de stad. Sommige hiervan werden ook vernietigd of beschadigd door bombardementen.
Na het einde van de oorlog werd in 1948 een nieuw pand gebouwd, aanvankelijk bedoeld als tijdelijk bouwwerk. In de daaropvolgende jaren werd het gebouw geleidelijk uitgebreid. In 1952 werd een verdieping toegevoegd aan het gebouw waar dameskleding werd verkocht, en in 1953 werd er nog een verdieping toegevoegd met de herenkledingafdeling. De verkoopoppervlakte van 4.400 m² gold destijds als een kleine sensatie. In 1955 werd een uitbreiding voltooid, die door de Osnabrückse pers werd geprezen als “modern, aantrekkelijk, grootstedelijk, representatief”.
Medeoprichter van het bedrijf, Alfred Trieschmann, stierf in 1959 op 62-jarige leeftijd. In 1964 volgde Trieschmanns kleinzoon Dieter Rauschen hem op, in 1968 gevolgd door zijn tweelingbroer Klaus Rauschen.
In 1970/1971 vond een omvangrijke renovatie met uitbreidingen plaats. Om dit te doen, kocht het bedrijf omliggende grond. In 1981 begon de eerste bouwfase van een ondergrondse parkeergarage met 100 parkeerplaatsen. Na nog een renovatie werd de verkoopoppervlakte uitgebreid tot 7.500 m². In 1987 werd de ondergrondse parkeergarage uitgebreid tot 250 plaatsen; Na verdere renovaties bedroeg de verkoopoppervlakte 10.500 m².
Tijdens het 60-jarig jubileum van het bedrijf in 1995 ontstond er kritiek omdat de "arisering" van warenhuis Alsberg, die aan de oprichting voorafging, tijdens de festiviteiten niet ter sprake kwam. Met name het gebruik van foto's van warenhuis Alsberg voor reclamedoeleinden, zonder deze historisch te classificeren, veroorzaakte verontwaardiging onder het publiek in Osnabrück. Bovendien werd er kritiek geuit op het feit dat L&T al in 1985, ter gelegenheid van het 50-jarig jubileum, op de hoogte was gebracht van het gebrek aan discussie over dit deel van de bedrijfsgeschiedenis. 
In 2006 werd het modehuis opnieuw uitgebreid. Dit keer naar een oppervlakte van ruim 20.000 m². Het middelpunt van de winkel is sindsdien een atrium van circa 400 m².
In de daaropvolgende twee jaar verwierf L&T verschillende gebouwen achter het hoofdgebouw aan de Große Straße, waaronder het gebouw waar tot de sluiting de elektrospeciaalzaak Brinkmann was gevestigd. Deze gebouwen werden gesloopt en maakten plaats voor onder meer de uitbreiding van de parkeergarage, maar ook van restaurants en winkels. De parkeergarage is te bereiken via de Möserstrasse en is ondergronds verbonden met de oude ondergrondse parkeergarage onder het hoofdgebouw. Sindsdien tellen de parkeergarage en de ondergrondse parkeergarage ongeveer 480 parkeerplaatsen.
In 2016 werd de voormalige Wilhelmstift-school aan de Herrenteichsstrasse gesloopt en in 2018 werd op de plek direct aan de rivier de Hase het sportcentrum gebouwd.

## Assortiment

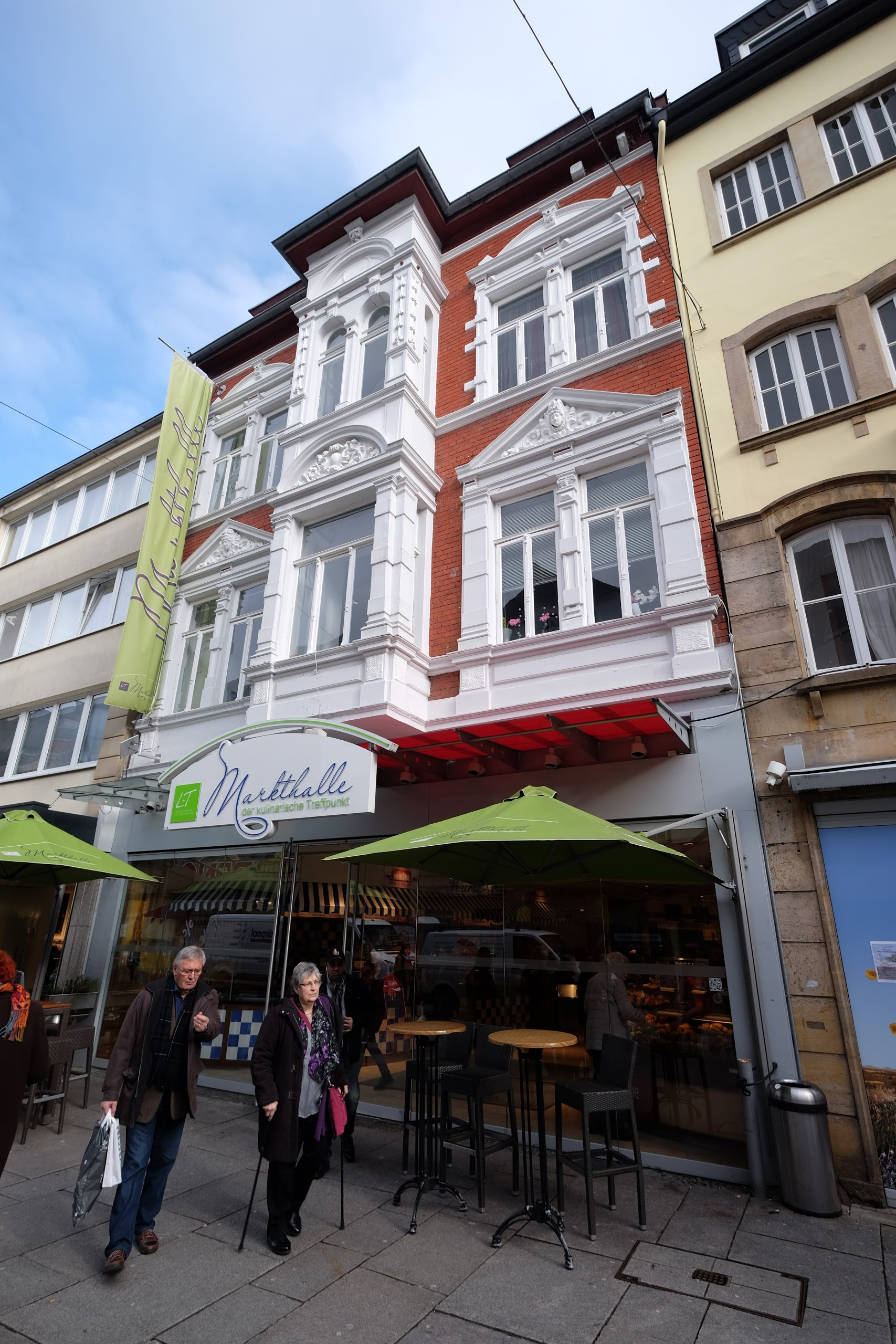
Toegang tot de markthal aan de Große Straße

L&T beschikt anno 2023 over dames-, heren- en kindermode-, was-, textiel-, accessoires- en bagageafdelingen. Verder is er de sportafdeling in de sportwinkel, de SYGN-afdeling voor ‘jonge mode’, de catering inclusief markthal en klantenservice. Met ruim 20.000 m² is het niet alleen de grootste modewinkel in Noord-Duitsland, maar ook een van de grootste door de eigenaar beheerde modewinkels in Europa. Het assortiment omvat ongeveer 500 verschillende modemerken, waarvan er 120 hun waren als shop-in-the-shop aanbieden. Als externe winkels buiten het modehuis zijn er twee boetieks voor dames- en herenmode in grote maten ( XXL+T en Curve Queen ) en een outletwinkel.

### L&T sportwinkel
Het in maart 2018 geopende L&T Sporthaus biedt sportkleding en -uitrusting op vijf verdiepingen op een oppervlakte van ca. 5.000 m² verkoopruimte. In het gebouw, naast het modehuis, bevindt zich ook de City Gym. Als bijzonderheid is er een golfslagbad, genaamd Hasewelle, inn de winkel voor indoorsurfen. De sportwinkel is te bereiken via de modewinkel en de Herrenteichsstrasse. 

### L&T markthal
De L&T-Markthalle werd geopend in 2007 en biedt regionale restaurants en delicatessenwinkels op ca. 1.600 m². Het is vergelijkbaar met een foodcourt. In 2018 is de markthal verbouwd. Het oorspronkelijke mediterrane ontwerp maakte plaats voor een stedelijk, industrieel ontwerp. Sinds de renovatie is het culinaire aanbod ook meer dan voorheen gericht op gastronomie en minder op de verkoop van delicatessen. De markthal is zowel via het modehuis als via de Große Straße en Herrenteichsstraße te bereiken.